# Grabmal des unbekannten Soldaten (Warschau)

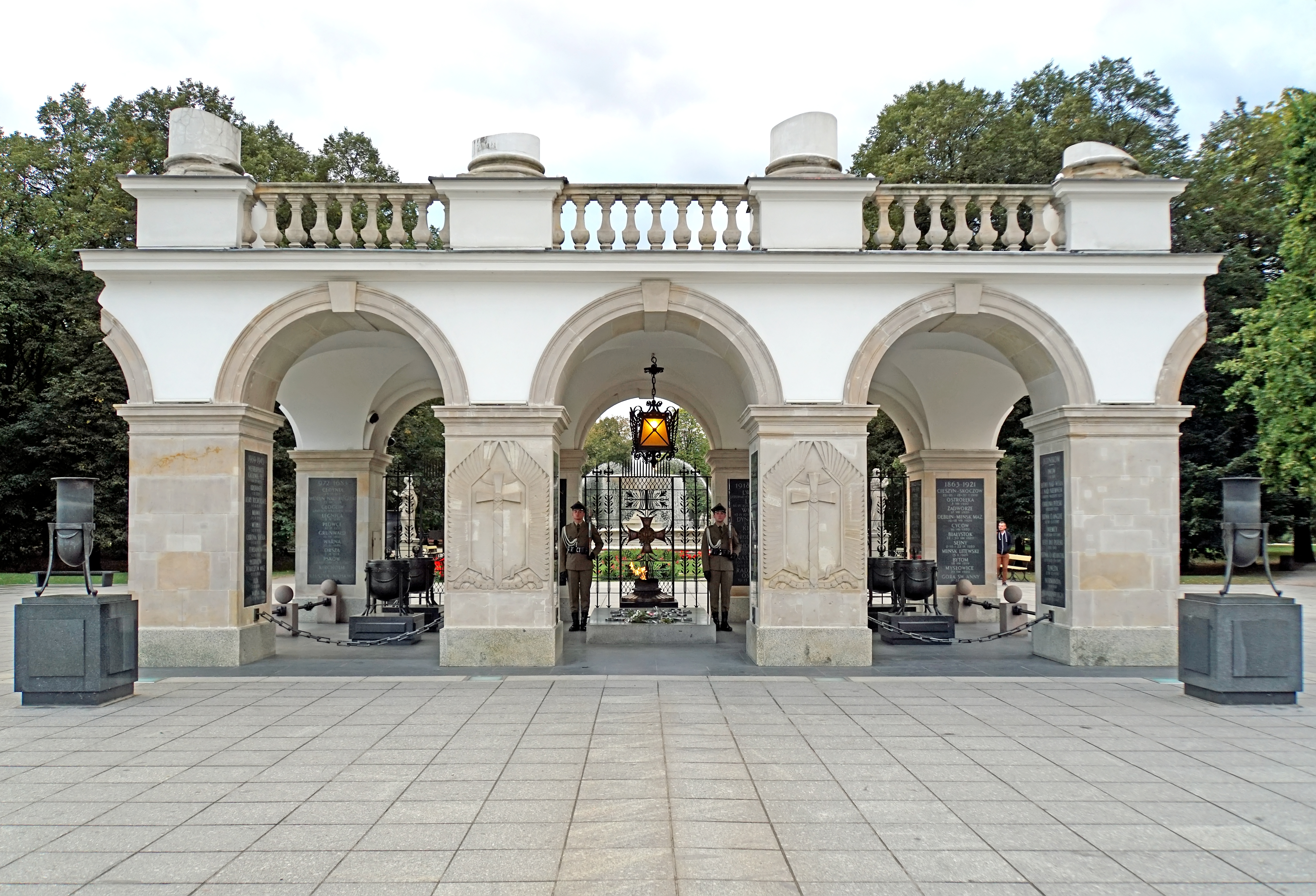
Frontansicht des Grabmals

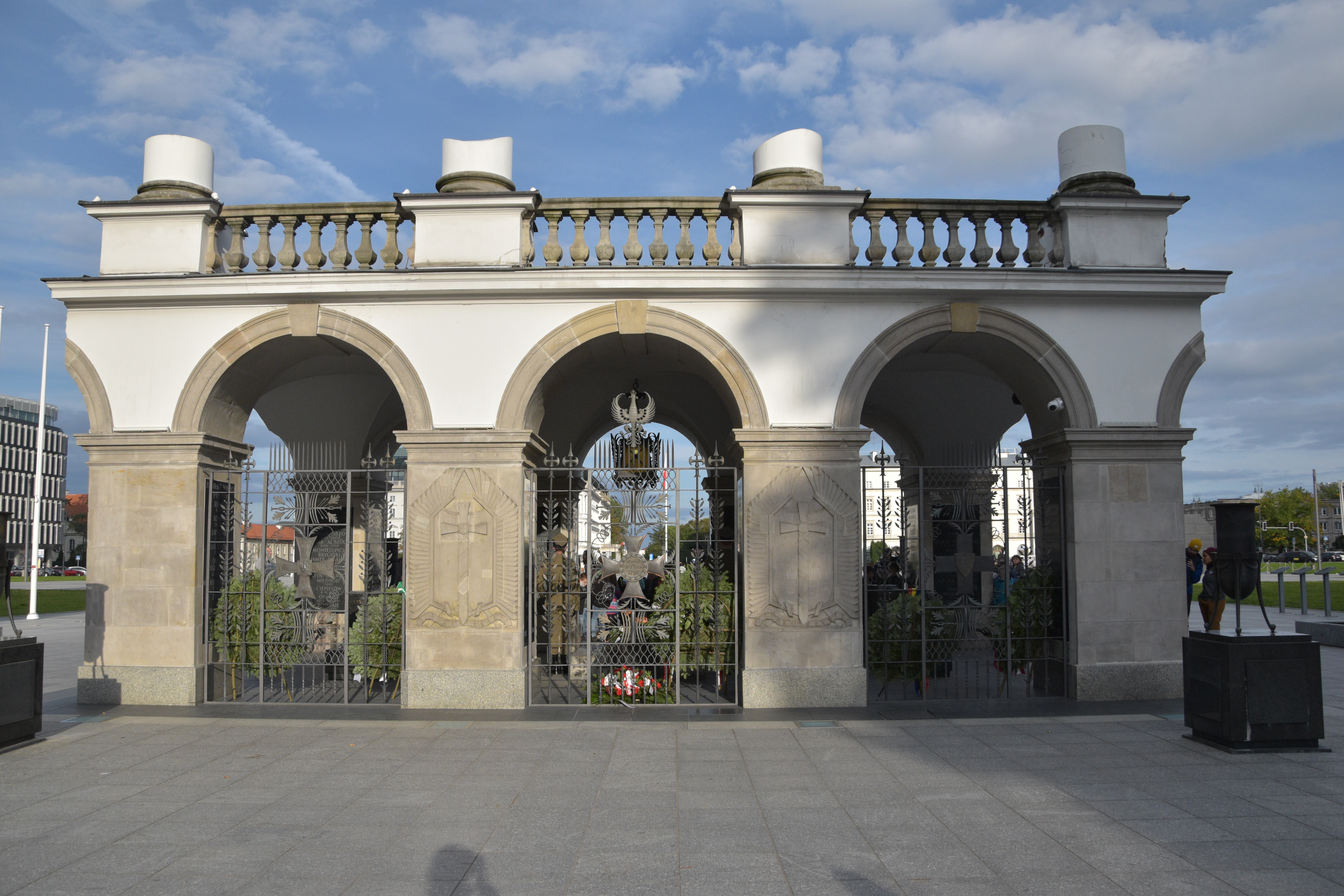
Rückansicht des Grabmals mit dem Revers des Ordens Virtuti Militari

Das Grabmal des Unbekannten Soldaten (polnisch Grób Nieznanego Żołnierza) ist eine nach dem Ersten Weltkrieg errichtete symbolische Grabstätte zum Gedenken an die im Kampf um die Freiheit Polens gefallenen polnischen unbekannten Soldaten. Das Grabmal befindet sich unter den Arkaden des ehemaligen Sächsischen Palais am Piłsudski-Platz in Warschau.

## Architektur
Das auf den Entwurf des polnischen Bildhauers Stanisław Kazimierz Ostrowski zurückgehende Grabmal befand sich unterhalb des zentralen Teils des Sächsischen Palais, des damaligen Sitzes des polnischen Kriegsministeriums. Der zentrale Gedenkstein war umgeben von fünf ewigen Flammen und vier Gedenksteinen mit Namen und Daten von Schlachten, die polnische Soldaten während des Ersten Weltkrieges und des polnisch-sowjetischen Krieges geschlagen haben. Hinter dem Grabmal wurden zwei Stahlgitter mit Symbolen der höchsten polnischen Militärorden – Virtuti Militari und Krzyż Walecznych – hinzugefügt.

## Geschichte

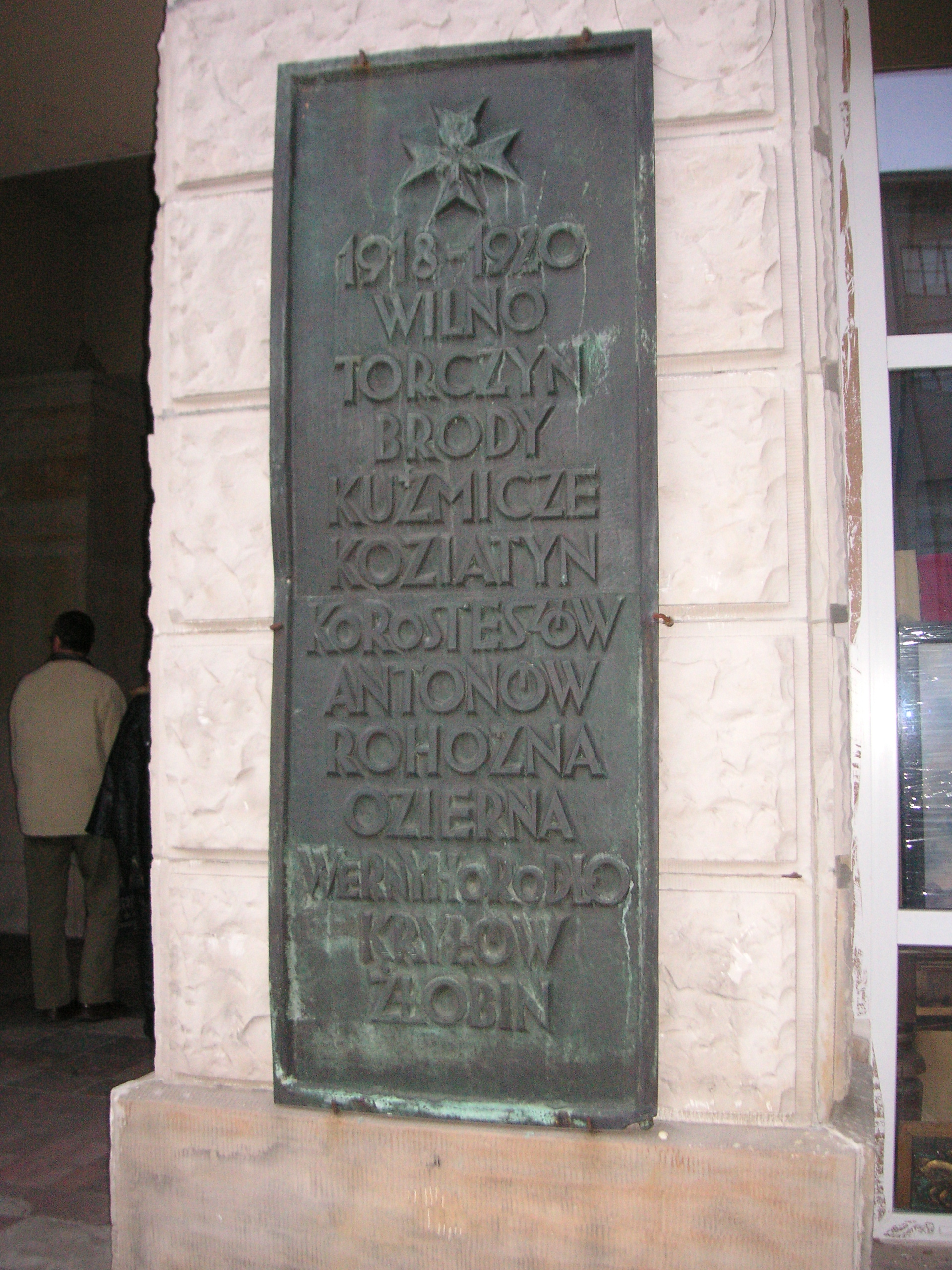
Eine der Originaltafeln aus dem Grab des unbekannten Soldaten. Die Tafeln über den polnisch-sowjetischen Krieg wurden im Archiv des Museums der Polnischen Armee aufbewahrt und werden jetzt dort ausgestellt.

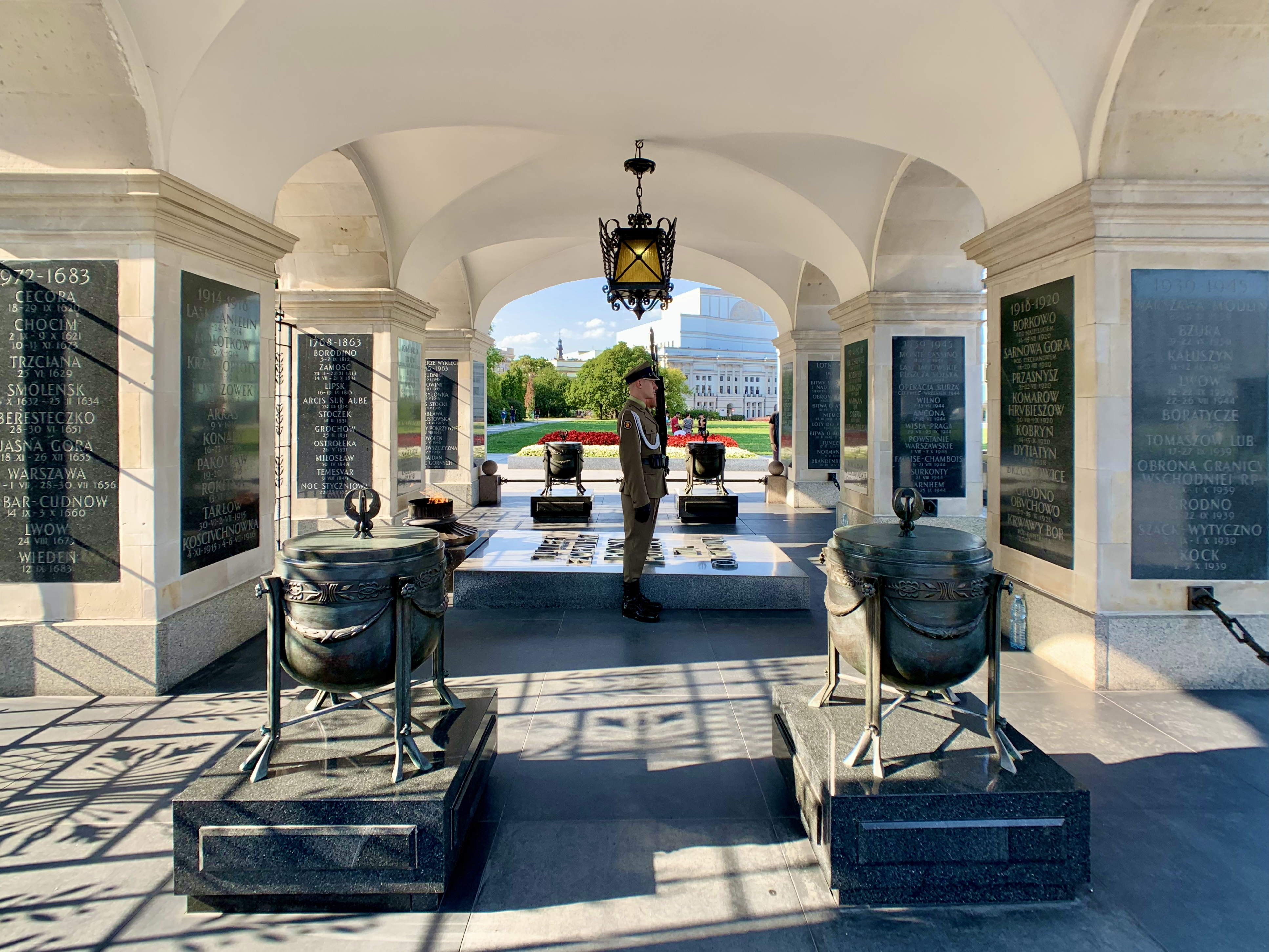
Tafeln mit den Schlachten im Grabmal des unbekannten Soldaten in Warschau

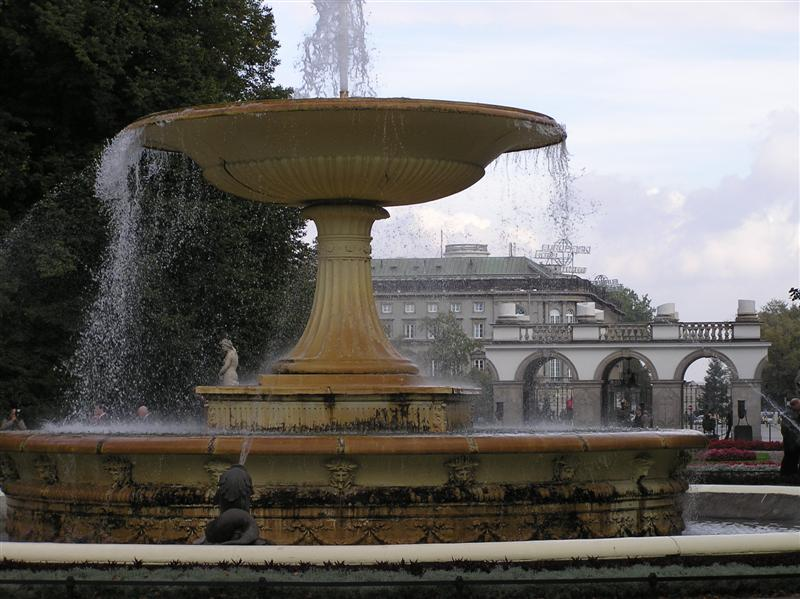
Sächsischer Garten mit dem Grabmal im Hintergrund

1923 setzten Warschauer Einwohner vor dem Sächsischen Palais und dem angrenzenden Sächsischen Garten einen Gedenkstein für die unbekannten polnischen Soldaten des Ersten Weltkriegs und des nachfolgenden polnisch-sowjetischen Krieges. Diese Initiative ging auf verschiedene Warschauer Zeitungen und den General Władysław Sikorski zurück.
Am 4. April 1925 wählte das polnische Kriegsministerium aus über 40 Schlachten das Schlachtfeld der Schlacht von Lemberg aus, von dem die Asche eines unbekannten Soldaten nach Warschau gebracht wurde. Im Oktober 1925 wurden auf dem Łyczakowski-Friedhof in Lemberg drei Särge unbekannter Toter exhumiert: eines Unteroffiziers, eines Korporals und eines Gefreiten. Den nach Warschau transportierten Sarg wählte Jadwiga Zarugiewiczowa aus, die Mutter eines bei Zadwórze gefallenen Soldaten, dessen Leichnam nie gefunden wurde. Am 2. November 1925 wurde der Sarg nach einer Messe in der Warschauer Johanneskathedrale von acht Trägern des Ordens Virtuti Militari zu seinem letzten Ruheplatz geleitet, unterhalb des Säulengangs, der die beiden Flügel des Sächsischen Palais verbindet. Der Sarg wurde zusammen mit 14 Urnen, die Erde von ebenso vielen Schlachtfeldern enthielten, einem Virtuti-Militari-Orden und einer Errichtungsurkunde beigesetzt. Seither wird – mit Unterbrechung während der deutschen Besatzung im Zweiten Weltkrieg – eine Ehrenwache vor dem Grabmal gehalten.
Während des polnischen Verteidigungskrieges 1939 wurde das durch deutsche Luftangriffe leicht beschädigte Gebäude instand gesetzt und von den deutschen Behörden beschlagnahmt. Nach dem Warschauer Aufstand im Dezember 1944 zerstörte die Wehrmacht das Palais, nur der Teil des zentralen Säulenganges, der das Grabmal schützte, blieb erhalten.
Nach Kriegsende im Jahre 1945 begann der Wiederaufbau unter Leitung und nach Entwürfen von Henryk Grunwald. Zunächst wurde nur ein kleiner Teil des Palais, der das Grabmal selbst enthielt, restauriert und am 8. Mai 1946 wieder öffentlich zugänglich gemacht. Weitere Gedenktafeln für polnische Schlachten während des Zweiten Weltkriegs und Erde von 24 zusätzlichen Schlachtfeldern kamen hinzu. Die kommunistischen Behörden entfernten aber alle Spuren des polnisch-sowjetischen Krieges von 1920, außer einem Teil der Schlachten der polnischen Armee im Westen. Nachdem Polen im Jahr 1990 seine politische Autonomie zurückerlangt hatte, korrigierte die neue Stadtverwaltung die Darstellung.
Das Grabmal des Unbekannten Soldaten ist die Stelle, an der heutzutage alle wichtigen staatlichen Feierlichkeiten stattfinden.